# Tenaturris bartletti
Tenaturris bartletti är en snäckart som först beskrevs av Dall 1889.  Tenaturris bartletti ingår i släktet Tenaturris och familjen kägelsnäckor. Inga underarter finns listade i Catalogue of Life.